# Rathenower Torturm

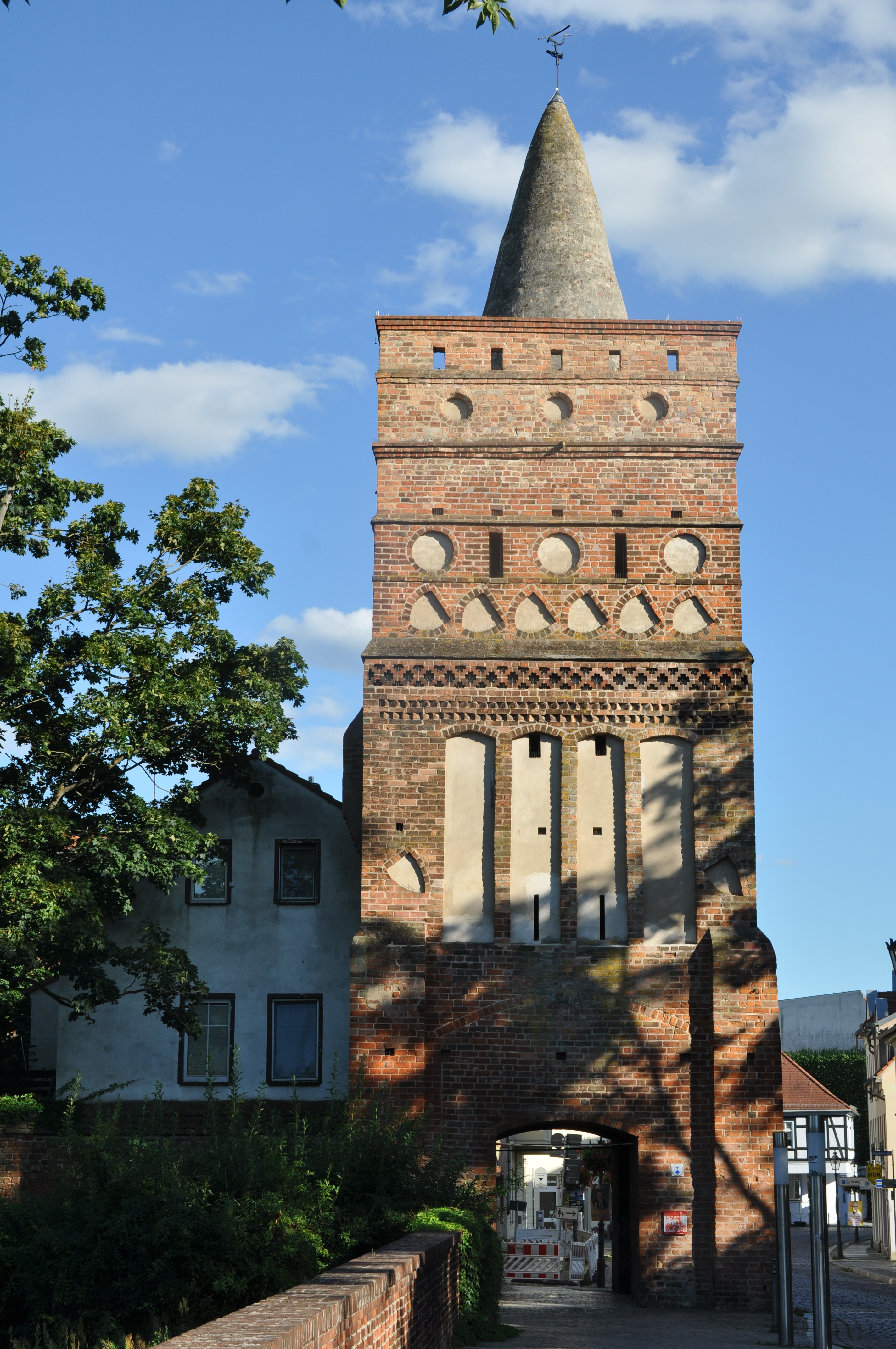
Rathenower Torturm

Der Rathenower Torturm ist ein Turm der Stadtmauer der Altstadt Brandenburg in Brandenburg an der Havel. Er gehört zu den ehemals acht, heute noch vier verbliebenen Tortürmen der beiden Städte Brandenburg und ist ein Teil der mittelalterlichen Wehranlage, die einst zehn Tore umfasste.

## Name
Das Rathenower Tor beschützte die Ausfallstraße nach Nordwesten der Altstadt Brandenburg an der Havel. Es ist benannt nach der Havelstadt Rathenow, etwa 30 km nordwestlich von Brandenburg an der Havel. Es existierten zwei Handelswege vom Tor ausgehend nach Rathenow. Der eine führte über das Dorf Fohrde und die Städte Pritzerbe und Premnitz, der zweite, wohl bedeutendere über Brielow, Hohenferchesar, Seelensdorf und Premnitz. Daneben begann die Nebenstraße über die Dörfer Brielow, Radewege, Butzow und Ketzür nach Nauen dort.

## Gestalt und Lage
Der Rathenower Torturm hat den Grundriss eines Rechteckes, das annähernd quadratisch ist. Er ist komplett in märkischem Ziegelstein aufgeführt. Gedeckt wird der Torturm von einem Spitzkegel, der wiederum von einem schmiedeeisernen Raben mit einem Ring im Schnabel gekrönt wird. Im Gegensatz zum anderen der Altstadt Brandenburg verbliebenen Torturm, dem Plauer Torturm, zeigt sich der Rathenower Torturm mit vielfachen Schmuckelementen, wie Lisenen, horizontalen Zierfriesen und Abstufungen und ins Mauerwerk eingelassenen Rund- und Wappenblenden. Die Wappenblenden zur Stadtseite hin zeigten einst folgende Wappen: 1. ein Rad, 2. die bayerischen Wecken (Herrschaft der Wittelsbacher über die Mark Brandenburg), 3. die sachsen-anhaltischen Balken, 4. den schwarzen einköpfigen Reichsadler, 5. den böhmischen Löwen und 6. den roten brandenburgischen Adler.
Das Rathenower Tor entließ den nordwestlichen Mauerring der Altstadt in Richtung Plauer- oder Luckenberger Tor. Nach Nordosten hin folgte nach etwa 50 m ein Wiekhaus und ein zusätzlicher Wehrturm, dessen Turmstumpf noch heute den Pfarrgarten zu St. Gotthardt gegen die zum ehemaligen Kreisgarten (früher Kaiser-Otto-Ring, heute Walther-Rathenau-Platz) hin intakte Stadtmauer abschließt. Hinter dem ehemaligen Bischofshof (spätere Saldria) knickte die Mauer dann nach Süden weg und öffnete sich dann zum ehemaligen Altstädtischen Mühlentor mit seiner vorgelagerten Homeye.
Dem Rathenower Tor war einst eine Doppeltoranlage mit Brücke über den davor befindlichen Doppel-Wall vorgesetzt.
1910 wurde ein Durchbruch im Erdgeschoss für Fußgänger geschaffen.

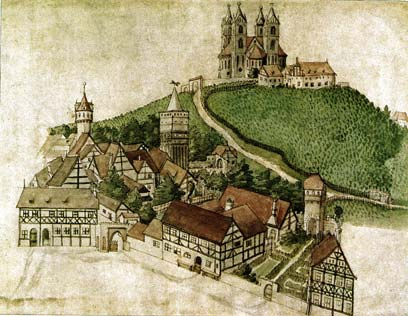
Der Rathenower Torturm links unterhalb der Marienkirche von Brandenburg an der Havel nach einem Bild des Stadtschreibers Zacharias Garcaeus aus dem Jahre 1588, von St. Gotthardt aus gesehen

## Entstehungsgeschichte
Der Rathenower Torturm gilt als das älteste erhaltene Stadttor Brandenburgs. Die Arbeiten begannen um 1290 vor der Palisade als Torhaus mit einer Zugbrücke. Man nimmt an, dass die Arbeiten gegen 1320 mit der Fertigstellung von zwei Obergeschossen, an deren Außenkanten Wappenblenden befestigt waren, beendet wurden. Das Tor soll in den Jahren nach 1355 verschlossen und als Kerker ausgebaut worden sein. Der Verkehr wird seit dieser Zeit um den Turm herumgeleitet. Gleichzeitig wurde eine Wachstube eingerichtet, deren Lage an einem noch heute sichtbaren Aborterker erkennbar ist. In den Jahren vor 1582 verstärkte man den Turm und ersetzte den bislang hölzernen Abschluss durch einen gemauerten Umgang. Eine Restaurierung erfolgte in den Jahren 1870 sowie 1911.

## Besonderes
Zum Brandenburger Türmetag im September eines jeden Jahres ist der Turm für Besucher geöffnet und kann bestiegen werden. Außerhalb dieses Tages ist eine Besichtigung nicht möglich.
Der Turm ist bereits auf der ältesten Darstellung der Stadt Brandenburg aus der Hand des Zacharias Garcaeus (1588) in unverändertem Zustand zu erkennen.